# Fascagat
Fascagat, ou Les Fascagat, est un groupe parodique originaire de l'Albigeois (Occitanie), rendu populaire au début des années 2000 grâce au tube Le cochon dans le maïs.

## Biographie
Fascagat est un trio formé en 2000 du côté d'Albi par Jean-Michel Nespoulous (alias « Néné »), Jean-Philippe Partouche (alias « la Mouche ») et Thierry Cathala (alias « Titi »). Au départ, l'idée était simplement de parodier les « Boys band » à la mode en France à la fin des années 1990, leur configuration en trio n'étant pas sans rappeler celle des 2be3 (le nom originel des Fascagat était « To Be Truie », par analogie avec 2be3  « To Be Three »). Même s'ils chantent essentiellement en français, les Fascagat emploient aussi ponctuellement l'occitan dans quelques chansons (Occitania), les trois membres de ce groupe étant encore partiellement locuteurs de leur langue autochtone (Nespoulous signifie en occitan « lieu planté de néfliers », Cathala signifie en occitan « le Catalan »). Au mois de juillet 2000, leur titre parodique Le cochon dans le maïs devient un tube en France entière (classé 20e au Top 50 ). Dans la foulée, ils sortiront encore quelques chansons à succès[réf. nécessaire] comme Saint-Tropette, Le pimpom des pompiers, Merci patron (reprise des Charlots), Viens boire un p'tit coup à la maison (reprise de Licence IV), la zumba des Fasca, mais avec une popularité décroissante.

## Genèse du nom « Fascagat »
Le néologisme « Fascagat » est une plaisanterie occitane pour se moquer gentiment des monolingues francophones qui s'essayent maladroitement à parler la langue d'oc : le juron « tu fais chier » se traduit en occitan par fas cagar. Or, en raison de la prononciation similaire, les Français confondent très souvent dans leur langue l'infinitif (« chier ») avec le participe passé (« chié »), erreur anodine en français à l'oral, puisque « chier » et « chié » se prononcent exactement de la même manière. Ainsi, beaucoup de Français reproduisent cette erreur en basculant du français à l'occitan, et au lieu de dire fas cagar, emploient fas cagat, en prononçant le « t » final, qui, en occitan, identifie une erreur grammaticale grossière (confusion entre l'infinitif et le participe passé). Ce faisant, la personne obtient l'effet inverse de celui escompté : ladite personne veut « étaler sa science » et montrer qu'elle n'a pas perdu l'usage de la langue autochtone en ponctuant son discours de temps à autre de jurons occitans, sauf que la prononciation fas cagat démasque immédiatement l'imposture d'où l'effet comique garanti d'une personne prétentieuse qui fait mine d'être polyglotte mais qui au fond n'est que francophone, l'amalgame (infinitif égale participe passé) étant caractéristique d'un monolingue francophone (en général, la prononciation diffère dans les autres langues).[Interprétation personnelle ?]

## Le cochon dans le maïs
Le cochon dans le maïs reste à ce jour le titre le plus connu de Fascagat. Le cochon dans le maïs, c'est une expression popularisée par Pierre Salviac lors de ses commentaires rugbystiques sur France 2 pour indiquer qu'une équipe est dépassée de toute part. Le titre n'est pas anodin, puisque emprunté au vocabulaire rugbystique, le rugby étant culturellement un sport emblématique en Occitanie. Le texte de cette chanson fait quant à lui clairement allusion au contexte politique local (altermondialistes héritiers de la contestation Volèm Viure al Païs de l'épisode du Larzac), puisque évoquant la malbouffe supposée composée à base d'ingrédients transgéniques, et surtout citant nommément José Bové qui s'était fait remarquer par une action militante spectaculaire et illégale en Occitanie l'année précédente : le démontage du McDonald's de Millau le 12 août 1999 (José Bové a dit que c'était allergique). Cette chanson a été à l'époque illustrée par un vidéoclip où l'on voit un cochon en image de synthèse aux côtés des trois membres de Fascagat habillés comme des ruraux du milieu du XXe siècle (mal rasés, coiffés de bérets, chemises à carreaux et marcel, pantalons soutenus par de grossières bretelles) assister impuissant à l'attaque d'un champ de maïs par des extra-terrestres à bord de soucoupes volantes en forme de hamburgers similaires à ceux que l'on trouve dans les McDonald's, les dits extra-terrestres usant de leur technologie avancée pour transformer génétiquement les pieds de maïs (le maïs transgénique obtenu par laser devenant alors bleu).[Interprétation personnelle ?],